# الكتاب الأسود (كتاب موريسون)
الكتاب الأسود هو كتاب شبيه بالكولاج جمعته توني موريسون ونشر عن دار رندم هاوس في عام 1974، والذي يستكشف تاريخ وتجربة الأمريكيين من أصل أفريقي في الولايات المتحدة. من خلال العديد من الوثائق التاريخية والفاكسات، والأعمال الفنية والإعلانات وطلبات براءات الاختراع والصور الفوتوغرافية والقطع الموسيقية وغيرها.